# Bilel Bellahcene
Bilel Bellahcene (Strasburgo, 14 marzo 1998) è uno scacchista algerino.
Ha ottenuto il titolo di Grande Maestro nel 2018.
Vincitore per due volte (2021 e 2024) del Campionato arabo e una volta (2025) del Campionato africano.

## Principali risultati
Ha vinto il campionato francese giovanile in varie fasce d'età: U10 nel 2009, U12 nel 2010,
U14 nel 2012, U16 nel 2014.
Nel gennaio del 2014 ha vinto il campionato del mondo blitz nella categoria U16. Nel settembre dello stesso anno ha vinto a Durban la medaglia di bronzo nel campionato del mondo giovanile U16 con 8,5/11 (a pari punti con Francesco Rambaldi), mezzo punto dietro al vincitore Alan Pichot. Nel 2017 ha vinto il campionato di Parigi.
Nel settembre 2017 è stato prima scacchiera della nazionale francese nella Mitropa Cup, dove la Francia ha ottenuto la medaglia di bronzo.
Nel luglio del 2018 si è trasferito dalla Federazione francese a quella algerina, con la quale ha partecipato alle Olimpiadi di Batumi.
Ha partecipato alla Coppa del Mondo di scacchi 2021, venendo battuto nel primo turno da Hovhannes Gabuzjan.
Ha raggiunto il proprio record Elo nel marzo 2019 con 2560 punti Elo, al primo posto tra i giocatori algerini. Nel rating FIDE di dicembre 2024 ha 2531 punti Elo, confermandosi al primo posto tra i giocatori algerini.